# Georg Heinrich Borowski

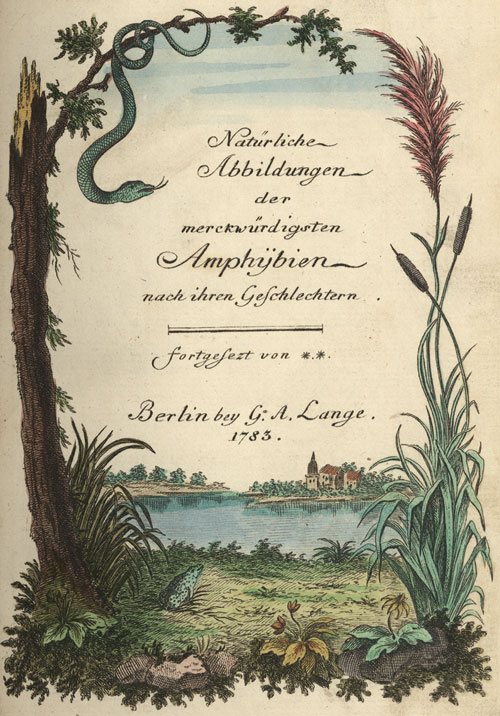
Természettudományi műve a Naturgeschichte des Thierreichs Amphibien 1783

Georg Heinrich Borowski (Königsberg, 1746. július 26. – Frankfurt, 1801. július 26.) német zoológus. Zoológiai szakmunkákban nevének rövidítése: „Borowski”.

## Élete
Borowski a Viadrina Európa-Egyetemen a természetrajz és a gazdaságtudomány professzora volt. 1781-ben ő írta le a hosszúszárnyú bálnát (Megaptera novaeangliae) a Balaena novaeangliae név alatt, mely a "Gemmeinnnüzige Naturgeschichte des Thierreichs" (1781) című munkájában jelent meg.

## Georg Heinrich Borowski által alkotott és/vagy megnevezett taxonok
Az alábbi linkben megnézhető Georg Heinrich Borowski taxonjainak egy része.

## Fordítás
- Ez a szócikk részben vagy egészben  a   Georg Heinrich Borowski című angol Wikipédia-szócikk ezen változatának fordításán alapul.  Az eredeti cikk szerkesztőit annak laptörténete sorolja fel. Ez a jelzés csupán a megfogalmazás eredetét és a szerzői jogokat jelzi, nem szolgál a cikkben szereplő információk forrásmegjelöléseként.